# Approche téléologique
Ne doit pas être confondu avec Argument téléologique.
Dans l'interprétation des lois, l’approche téléologique (anglais : purposive approach) est une approche de l'interprétation législative et constitutionnelle selon laquelle les tribunaux doivent interpréter une loi dans le contexte de l'objet de la loi.

## Historique et définition

### Historique
Du grec « télos » (τέλος), cette approche vient de la classification des 4 causes d'Aristote : l'argument téléologique se repose alors sur la cause finale, c'est-à-dire la raison en vue de laquelle une chose est faite, son but, sa finalité.
L'approche téléologique à l'interprétation des lois est issue de la règle de la situation à réformer définie dans l'arrêt Heydon. Elle vise à remplacer la règle de la situation à réformer, la règle du sens ordinaire et la règle d'or.

### Définition
Pour un tribunal, l'approche téléologique consiste à « lire les mots de la disposition dans leur contexte global en suivant le sens ordinaire et grammatical qui s’harmonise avec l’esprit de la loi, l’objet de celle‑ci et l’intention du législateur ».
L'approche téléologique est une manière de lire les lois en fonction de leur telos (finalité) plutôt qu'un recours obligatoire à des sources externes à la loi. À cet effet, la Cour suprême du Canada précise que c'est uniquement lorsque deux interprétations plausibles créent une ambiguïté véritable qu'il faut recourir à des moyens d'interprétation externes à la loi.
Elle fournit un argument reposant sur la finalité des textes. Cet argument plaide pour que la loi soit interprétée de manière à accomplir le but pour lequel elle a été édictée, pour cette raison cet argument est souvent associé à celui de la volonté du législateur.

## Droit par pays

### Canada
La Cour suprême du Canada affirme que l'approche téléologique est la méthode privilégiée d'interprétation des lois dans les arrêts Rizzo & Rizzo Shoes Ltd. (Re), Bell ExpressVu Limited Partnership c. Rex et .

### France
Selon la Cour de cassation, « la méthode téléologique consistant à rechercher l’objectif social du texte ».
Selon le doyen Carbonnier, l'argument téléologique : « se rapporte à la science des fins, à la connaissance des finalités ; se dit de l'interprétation qui prend pour principe qu'une règle doit être appliquée de manière à remplir ses fins et interprétée à la lumière de ses finalités, principe d'interprétation extensive et évolutive. Ex. l'interprétation téléologique, en faveur à la Cour de justice, commande de retenir le sens qui donne un effet utile au droit communautaire. »
Cet argument pourra se déduire de considérations sur le texte même de la loi, ou de ses travaux préparatoires. Le recours à cet argument tend à se développer aujourd’hui[Quand ?], où le législateur formule parfois des objectifs dans les textes qu’il adopte.
Exemple : La loi du 25 janvier 1985 relative au redressement et à la liquidation judiciaire, énonce à son article 1er : « Il est institué une procédure de redressement judiciaire, destinée à permettre la sauvegarde de l’entreprise, le maintien de l’activité et de l’emploi, et l’apurement du passif. » Quand il y aura des problèmes d’interprétation d’un article de cette loi, on se référera aux finalités posées par cet article.